# Heidenverfolgung
Der Begriff Heidenverfolgung bezeichnet die gewaltsame Durchsetzung sogenannter Buch- oder Offenbarungsreligionen wie dem Christentum oder dem Islam. Die verwendeten Mittel reichen von Druck wie Ausschluss von öffentlichen Ämtern bis hin zur Tötung von Personen und Vernichtung kultureller Überlieferung.

## Heidenverfolgung im römischen Reich
Von regelrechten Heidenverfolgungen kann im spätantiken römischen Reich zunächst nicht die Rede sein, aber von dem Entzug der Privilegien und der Bevorzugung des Christentums. Dies begann bereits unter Kaiser Konstantin. Ebenso kam es zu Plünderungen von heidnischen Tempeln und dem Verbot privater Haruspizien bzw. Magieverbote. Während Kaiser Constans 342 noch Schutzvorschriften für heidnische Tempel erließ (Cod. Theod. 16,10,3), betrieb sein Bruder Constantius II., wie Constans ein Christ, eine anti-heidnische Religionspolitik und ging auf dem gesetzlichen Weg gegen die Heiden vor, wie das Verbot heidnischer Kulte zeigt (354). Nach dem Tod des letzten heidnischen Kaisers Julian, der mit seinem Versuch scheiterte, die alten Religionen wiederherzustellen, wurde ab Jovian und Valentinian I. versucht, einen Ausgleich zwischen Heiden und Christen zu schaffen. Im Osten hingegen ging Kaiser Valens, der arianischer Christ war, gegen Heiden und besonders gegen nicänische Christen vor. Dies zeigt, dass es noch keine stringente Politik der christlichen Kaiser gegenüber den Heiden gab, solange das Christentum noch nicht die allein dominierende Religion war.
Unter Theodosius I. wurde 380 und 391/392 das nicänische Christentum zur alleinigen Staatsreligion erklärt und die heidnische Religionsausübung unter Todesstrafe gestellt. Allerdings geht die neuere Forschung davon aus, dass die heidnischen Kulte kaum Verfolgungen von staatlicher Seite ausgesetzt waren. Die Sanktionen betrafen zunächst noch nicht die heidnischen Senatoren in Rom. Für Theodosius war es wichtiger, gegen häretische Christen vorzugehen. Für die christlichen Kaiser stellte die Bekämpfung des Heidentums, das nicht einheitlich organisiert war, kein erstrangiges Anliegen dar. Dennoch kam es zu harten antiheidnischen Übergriffen. In Alexandria, wo es teils zu gewalttätigen Auseinandersetzungen zwischen den bedrängten Minderheiten der Heiden sowie der Juden einerseits und den Christen andererseits kam, wurde Hypatia als bedeutendste Naturwissenschaftlerin der Spätantike von einem christlichen Mob grausam ermordet und das berühmte Serapisheiligtum zerstört, wo vorher ein paganer Mob gegen Christen gewalttätig geworden war. Nachhaltig für die weitere Entwicklung waren die Zerstörungen klassisch paganer Kulturgüter, so auch die Bücherverluste in der Spätantike.
Unter den nachfolgenden Kaisern wurden die heidnischen Kulte energischer bekämpft. Die Zahl der heidnischen Beamten nahm bereits unter Theodosius I. merklich ab. Der Höhepunkt dieser Entwicklung wurde unter Justinian I. erreicht: Hatten die christlichen Kaiser davor vor allem versucht, die heidnischen Kultpraktiken zu unterbinden, war Justinian bestrebt, auch eine Gesinnungsänderung der Heiden zu erzwingen. Dabei spielte sicherlich Justinians Selbstverständnis eines christlichen Kaisers eine große Rolle, das sich in wichtigen Punkten von dem seiner Vorgänger unterschied. So wurde 529 die Platonische Akademie in Athen geschlossen und Heiden zwangsgetauft. Unter anderen nichtchristlichen Personengruppen wurden die Manichäer streng verfolgt.

## Heidenverfolgung im fränkischen Reich
Die Nonne Baudonivia beschreibt, wie Radegunde, Tochter König Berthachars von Thüringen und Frau des Frankenkönigs Chlothar I., im 6. Jahrhundert ein fränkisches Heiligtum zerstören lässt.

### Sachsenkriege
Zu Beginn des Feldzugs Karls des Großen gegen die Sachsen im Sommer 772 hielten die Sachsen noch stark an den germanischen Traditionen fest. Der Krieg begann mit der Zerstörung heidnischer Heiligtümer, wie der Irminsul durch Karl den Großen. Nach Kämpfen in Syburg, Eresburg und Brunsberg (Höxter) wurden 755 im ostsächsischen Raum an der Oker einige Sachsen dem fränkischen König unterworfen. Der Heeresrückmarsch erfolgte über Hildesheim und Nordstemmen in den Bukkigau, wo der sächsische Teilstamm der Engern dem Frankenkönig Geiseln stellen musste. Im Jahr 777 fand eine fränkische Reichsversammlung auf sächsischem Boden statt, im neu gegründeten Karlsburg, dem heutigen Paderborn. Sie sollte die Bekehrung der Sachsen vorantreiben. 782 wurde das Land der Sachsen auf dem Reichstag zu Lippspringe in fränkische Grafschaften aufgeteilt. Karl ließ Abgaben eintreiben, heidnische Bräuche unterdrücken und Zwangsbekehrungen zum Christentum vornehmen.
Karl antwortete auf hartnäckigen Widerstand der Sachsen mit brutaler Repression, unter anderem mit dem berüchtigten Blutgericht von Verden 782 (siehe auch Verden (Aller)), bei dem angeblich 4.500 Sachsen enthauptet wurden. Er erließ 782 zudem ein Sondergesetz, das Capitulatio de partibus Saxoniae, welches die Missachtung der christlichen Reichsordnung wie die Verunglimpfung eines Priesters oder einer Kirche, die bei den Heiden übliche Feuerbestattung oder das Essen von Fleisch an Fastentagen mit der Todesstrafe bedrohte. Darin steht:
- 8. Sterben soll, wer Heide bleiben will und unter den Sachsen sich verbirgt, um nicht getauft zu werden oder es verschmäht, zur Taufe zu gehen.

- 21. Wer Gelübde nach heidnischem Brauch an Quellen, Bäumen oder Hainen darbringt oder nach heidnischem Brauch opfert und ein Gemeinschaftsmahl zu Ehren der Götzen veranstaltet, zahlt als Edeling 60, als Friling 30, als Late 15 sol. Und wenn er das Geld nicht hat, soll er es im Dienste der Kirche abarbeiten.

In Detmold und an der Hase kam es im Sommer 783 zu Gefechten, bei denen sich sächsische Frauen barbrüstig auf die überrumpelten Franken gestürzt haben sollen. Fastrada, Tochter des Grafen Radulf, die nach dem Tod seiner Gattin Hildegard 783 Karls neue Gemahlin wurde, soll sich der Überlieferung zufolge darauf ebenso barbrüstig in die Schlacht geworfen haben. 
792 kam es als Reaktion auf eine Zwangsaushebung (Rekrutierungen) für die Awarenkriege zur letzten größeren Erhebung gegen die Franken. Karl reagierte mit Zwangsdeportationen und vergab dafür sächsisches Land an Franken und seine abotritischen Verbündeten. Die Verbannungsorte der Sachsen lassen sich noch heute an Ortsnamen erkennen. Ein Großteil der Sachsen unterwarf sich nun. 
Gezielt sollen von Karl auch Deportationen als Mittel der Unterwerfung eingesetzt worden sein. Sogar in der engsten Umgebung Karls stieß diese Rigorosität auf Vorbehalte: Alkuin, ein angelsächsischer Gelehrter und ab 796 Abt des Klosters Saint-Martin de Tours und Vertrauter des Frankenkönigs, mahnte in einem Brief Zurückhaltung an: Gemäß den Lehren der Heiligen Schrift und der Kirchenväter solle man das Wort Gottes mit Predigten und nicht mit dem Schwert verbreiten. Karls Brutalität und Kompromisslosigkeit trugen ihm den wenig schmeichelhaften Beinamen Sachsenschlächter ein. Noch bis zum Kriegszug der Franken nach Nordelbien 804 kam es immer wieder zu Unruhen.

### Skandinavien
König von Dänemark Knut I. wurde 934 bei der Schlacht von Haithabu besiegt und musste sich am Ende der Schlacht christlich taufen lassen, um das Leben seiner überlebenden Männer zu retten.

### Slawenkriege
Die Christianisierung in der Zeit der Ottonen war auch gegen die Slawen Vorwand für Kriegshandlungen. Die neugeschaffenen Bistümer dienten anschließend dazu, die angeblich gottgewollte religiöse Ordnung zu verwirklichen, Gebetshilfe zu leisten und den christlichen Kult zu vermehren.

## Spätere Heidenverfolgungen
Heidenstöcke waren seit dem ausgehenden 17. und im 18. Jahrhundert flächendeckend an den Grenzen der Staaten des Alten Reichs errichtete Zeichen, die den Zutritt ins Land verboten. Es handelte sich in der Regel um Holzpfähle mit Blechschildern, auf denen mit Bild und Schrift davor gewarnt wurde, bei Risiko schwerer Strafen das Land zu betreten. Die Abbildungen zeigten Strafakte wie das Karrenschieben, das Prangerstehen oder die Hinrichtung am Galgen.
Weitere Heidenverfolgungen:
- Siehe: Kreuzzüge
- Siehe: Hexenverfolgung
- Siehe: Inquisition